# Xitle

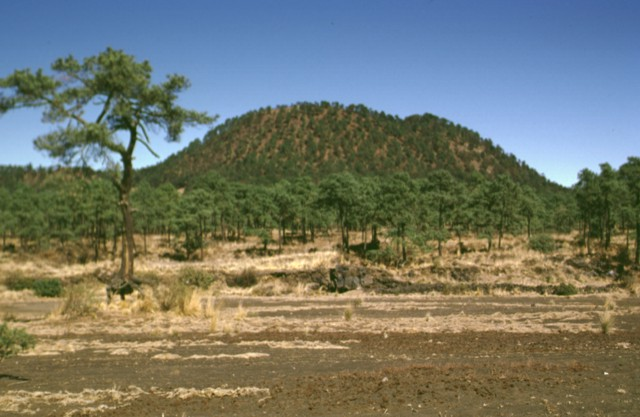
Vulkanen Xitle.

Xitle, som betyder navel på nahuatl, är en kägelvulkan i stadsdelen Tlalpan i sydvästra delen av Mexico City. Den ligger i bergskedjan Ajusco, som är en del av nationalparken Cumbres del Ajusco, och är 300 meter hög med sidor som lutar mellan 30° och 40°.

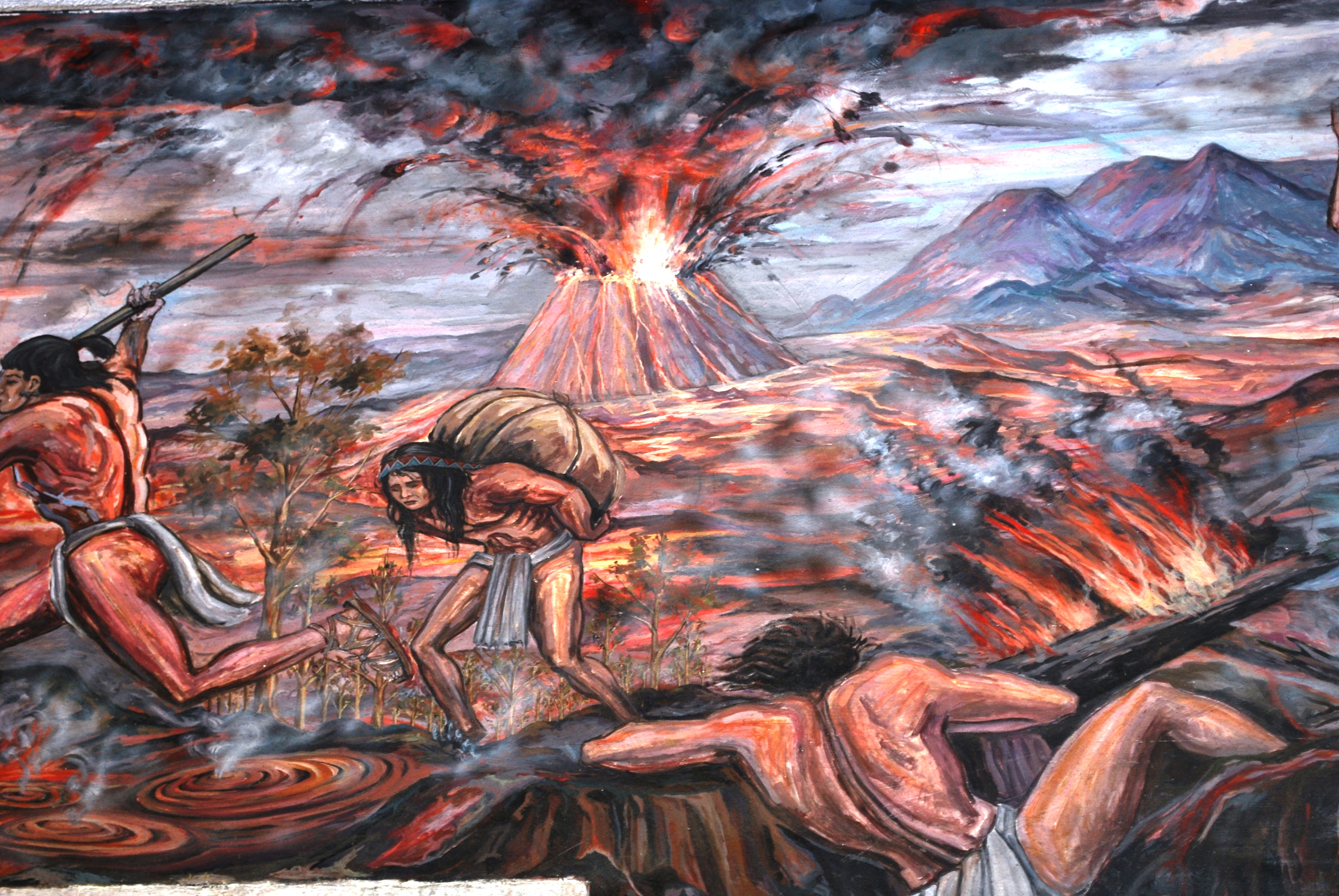
Detalj av en muralmålning i Tlalpans stadshus som skildrar utbrottet.

Xitle hade sitt enda kända utbrott från 245 till 315. Utbrottet skapade ett 80 kvadratkilometer stort lavafält vid Pedregal de San Ángel och staden Cuicuilco, som var det första viktiga ceremoniella centret i  klassiska Mesoamerika, utplånades. Hela området täcktes av lava utom den centrala pyramiden och stadens befolkning skingrades runt om i Mexiko.
Lämningarna av Cuicuilco har grävts ut av bland annat den svenska arkeologen Sigvald Linné under första och 
andra svenska Mexikoexpeditionen från 1932 till 1935.